# Ophiovirus
Classe
Ordre
Famille
Genre
Ophiovirus est un genre de virus, l'unique genre de la famille monotypique des Aspiviridae, de l’ordre des Serpentovirales et de la classe des Milneviricetes. Il comprend sept espèces. Ce sont des virus à ARN à simple brin à polarité négative qui infectent les plantes (phytovirus). Ce genre est classé dans le groupe V de la classification Baltimore.

## Étymologie
Le nom de la famille « Aspiviridae » dérive du terme latin  « aspis » (serpent ou vipère), en référence à la morphologie des virions, avec le suffixe   « -viridae » qui caractérise les noms de famille de virus.
Le nom générique « Ophiovirus » dérive du grec ancien « ophis » (ὄφῐς), « serpent », en référence à la morphologie des virions,  suivi du suffixe   -virus  qui caractérise les noms de genres de virus.

## Liste des genres et espèces
Selon NCBI (21 décembre 2020) :
- Ophiovirus
  - Blueberry mosaic associated ophiovirus
  - Citrus psorosis ophiovirus (espèce-type)
  - Freesia sneak ophiovirus
  - Lettuce ring necrosis ophiovirus
  - Mirafiori lettuce big-vein ophiovirus
  - Ranunculus white mottle ophiovirus
  - Tulip mild mottle mosaic ophiovirus